# Dietil-eter
Dietil-eter (di- + etil + eter; CH3CH2OCH2CH3, C2H5-O-C2H5, (C2H5)2O, C4H10O; etoksietan) je najvažniji od svih etera.

## Nomenklatura
Dietil-eter (po IUPAC-u etoksietan ili obični eter). U govoru se često upotrebljava kao obični eter ili samo eter, ali zbog poistovjećivanjem s grčkom mitologijom da je Eter bog nebeskoga svjetla, rađe se koristi puni njegov naziv dietil-eter (ili dietilni eter).

## Svojstva
Dietil-eter je bezbojna, lako hlapljiva i zapaljiva tekućina karakteristična intenzivna ugodna i opojna mirisa. U prvi čas je ugodnog, a kasnije omamljujućeg mirisa. Vrije pri 34,6 °C, a ledište mu je pri - 116,3 °C. Gustoća mu je manja od gustoće vode - 0,714 g/cm3 (20 °C).
Dobro otapa masti, smole, voskove, ulja, gume, alkaloide i druge organske spojeve, pa se upotrebljava u kemijskoj i farmaceutskoj industriji kao otapalo.
Ne miješa se s vodom; zapravo, moguće je otopiti manju količinu etera u vodi, kao i manju količinu vode u eteru, ali nije moguće pripraviti smjesu proizvoljnog sastava.
Opasnosti
Lako se zapali, a pare etera teže su od zraka i s njim tvore eksplozivnu smjesu.
Zbog opasnosti od požara i eksplozija sve se više zamjenjuje drugim otapalima.

## Reakcije
Dietil-eter s jodovodičnom kiselinom može dati jodid i etanol.
Od dietil-etera je također poznat i dietileter peroksid (-CH(CH3)OO-)n)

## Dobivanje
Dietil-eter se dobiva eliminacijom vode, kao i alkeni.
Laboratorijsko dobivanje dietil-etera:
1. Dehidratacijom alkohola (tj. apsolutnog etanola) s pomoću koncentrirane sumporne kiseline u suvišku.
Zagrijavanjem smjese koncentrirane sumporne kiseline i apsolutnog etanola na oko 100 °C nastaje dietil-eter; što će reći da se dietil-eter dobiva iz etanola, djelovanjem sumporne kiseline.
Pažnja prilikom pokusa treba biti usredotočena na temperaturu, jer mogu nastati dietil-eter (pri višim temperaturama) i dietil-sulfat (pri nižim temperaturama). Iz cjelokupne smjese grijanjem izlazi eten (plin bez mirisa), jakim grijanjem eter (plin koji ima miris i odmah plane).
Najbolje je pokus izvoditi u epruveti, jer je manje zraka i eter nema gdje tako lako ispariti, a vrh epruvete se zatvori vatom, da ne dođe u dodir s plamenom koji grije reakcijsku epruvetu u kojoj se izvodi pokus. Također pokus se izvodi u dobro prozračenoj i po mogućnosti hladnoj prostoriji jer vrije na tridesetak stupnjeva.

## Uporaba
Nekadašnja poznata primjena dietil-etera je u kirurgiji (medicini), gdje je služio kao sredstvo za inhalacijsku anesteziju (narkozu), ali danas je zbog neugodnih popratnih pojava vrlo ograničena (neke slabije razvijene zemlje ga i dalje koriste) i rabi se sve manje jer su ga potisnuli bolji i učinkovitiji opći anestetici (time i složeniji i skuplji).

Popratne pojave dietil etera su bile mučnine i druge razne nuspojave, a osoba nakon anestezije eterom izgledala je pijano i drogirano.

Razlog istiskivanja s tržišta i zamjenom drugim anesteticima, je i opasnost od požara i eksplozije.
Pošto je dobro otapalo raznih organskih spojeva, upotrebljava se u farmaceutskoj i kemijskoj industriji (u laboratorijima kao otapalo za ekstrakciju) jer je hlapljiv i lako se uklanja iz reakcijske smjese.
U smjesi sa suhim ledom postiže se temperatura od -80 °C, pa se upotrebljava i za hlađenje.

## Zanimljivosti
U filmu Strah i prezir u Las Vegasu postoji scena gdje dvojica konzumiraju eter.